# Clairo

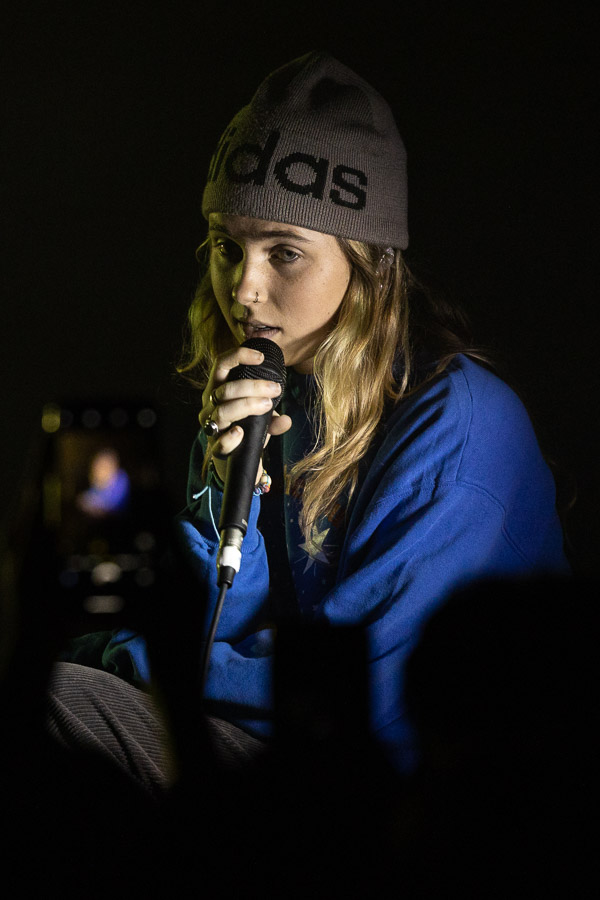
Clairo bei einem Liveauftritt in Parkteatret in Oslo (2019)

Clairo (* 18. August 1998 als Claire Elizabeth Cottrill in Atlanta, Georgia) ist eine US-amerikanische Singer-Songwriterin. Sie ist in Carlisle  (Massachusetts) aufgewachsen und begann bereits im Alter von 13 Jahren, Musik im Internet zu posten. Sie ist die Tochter des Managers Geoff Cottrill.
Clairo wurde nach dem viralen Erfolg des Musikvideos zu ihrer Lo-Fi-Single „Pretty Girl“ im Jahr 2017 bekannt. Anschließend unterzeichnete sie einen Plattenvertrag und veröffentlichte ihre Debüt-EP Diary 001 (2018) beim FADER Label. Ihr erstes Studioalbum Immunity aus dem Jahr 2019 wurde von der Kritik hoch gelobt und brachte die Singles „Bags“ und „Sofia“ hervor, von denen letztere ihre erste Single wurde, die in den Billboard Hot 100 landete. Clairos zweites Studioalbum, Sling, wurde 2021 veröffentlicht. Zur Veröffentlichung wurde das Album von der Kritik gefeiert, war kommerziell erfolgreich und stieg unmittelbar in die Top 20 der US Billboard 200 ein.

## Leben

### 2011–2017: Erste Erfahrungen
Cottrill begann im Alter von 13 Jahren mit der Aufnahme von Coversongs. Sie trat mit Coverversionen in lokalen Unternehmen, unter anderem bei Blue Dry Goods, auf. Während dieser Zeit kontaktierte MTV sie, um sie einen Song aufnehmen zu lassen, der als Soundtrack für eine MTV-Sendung verwendet werden sollte; letztendlich wurde der Song jedoch nie verwendet. Unter den Namen Clairo und DJ Baby Benz begann sie, Musik auf Bandcamp zu posten, während sie die Concord-Carlisle High School besuchte, veröffentlichte Covers und Songs zusätzlich zu DJ-Mixes von Rap-Musik auf SoundCloud. Außerdem gab es von ihr einen YouTube-Kanal, auf dem sie Coverversionen und Kurzfilme veröffentlichte.
Clairo erregte Ende 2017 zum ersten Mal große Aufmerksamkeit, als das Video zu ihrem Song „Pretty Girl“ auf YouTube eine enorme Popularität erreichte. Das Lied wurde für eine Indie-Rock-Compilation aufgenommen, die dem Transgender Law Center zugutekam. Ihr zufolge nahm sie den Track „unter Verwendung der Ressourcen um [...sie] herum auf, die ziemlich beschissen waren. [...Sie] benutzte zum Beispiel nur ein kleines Keyboard, das [...sie] hatte; und [...] sie stand wirklich auf Popmusik der 80er Jahre – [...ihre] Mutter ist davon besessen – also war es irgendwie inspirierend, so etwas zu tun.“ Sie schrieb den Erfolg des Videos dem Algorithmussystem von YouTube zu. Das Video wurde auch in Vaporwave-Facebook-Gruppen populär. „Pretty Girl“ erreichte bis heute mehr als 81 Millionen Aufrufe auf YouTube. In einem von Joe Coscarelli von der New York Times geschriebenen Artikel heißt es, dass das Werk „eine Brücke zwischen beiden Welten schlägt – zwischen dem schüchternen, dezenten Schlafzimmer-Pop von ‚Pretty Girl‘ und ‚Flamin Hot Cheetos‘ und härteren Nummern wie ‚4EVER‘ und ‚B.O.M.D.‘“.
Der Erfolg von „Pretty Girl“ führte zum Interesse großer Labels wie Capitol, RCA und Columbia. Jon Cohen, der Mitbegründer des FADER Labels, nahm Clairo mit einem Plattenvertrag über 12 Songs beim Plattenlabel des Magazins unter Vertrag und stellte sie Pat Corcoran, dem Manager von Chance the Rapper, vor. Ende 2017 wurde sie Künstlerin der Talentagentur Haight Brand.

### 2018–heute:ImmunityundSling
Am 25. Mai 2018 veröffentlichte das FADER Label Clairos Debüt-EP mit dem Titel Diary 001. In ihrer Rezension für Pitchfork schrieb Fader-Mitarbeiterin Sasha Geffen, dass die EP die „Legionen von Gegenstimmen, die sie als One-Hit-Wonder oder Mainstream-Musikerin abtaten“, beruhigen sollte. Im selben Monat kündigte sie eine Tour durch Nordamerika an. Ihr Auftritt im Juli im Bowery Ballroom in New York war ausverkauft. Im Oktober 2018 trat sie beim Lollapalooza auf, 2019 beim Coachella.
Am 24. Mai 2019 veröffentlichte Clairo ihre neue Single, „Bags“, und kündigte ihr Debütalbum Immunity an, das am 2. August 2019 veröffentlicht wurde. Des Weiteren würden die zwei Singles „Closer to You“ und „Sofia“ kurze Zeit darauf veröffentlicht. Im Dezember 2019 wurde Clairo bei den Boston Music Awards 2019 zum zweiten Mal in Folge zur Popkünstlerin des Jahres, sowie mit dem Preis für das Album des Jahres für Immunity ausgezeichnet. Immunity wurde in die Endjahres-Chartlisten von über zehn (Musik-)Zeitungen aufgenommen, darunter The Guardian, Pitchfork, Billboard und die Los Angeles Times.

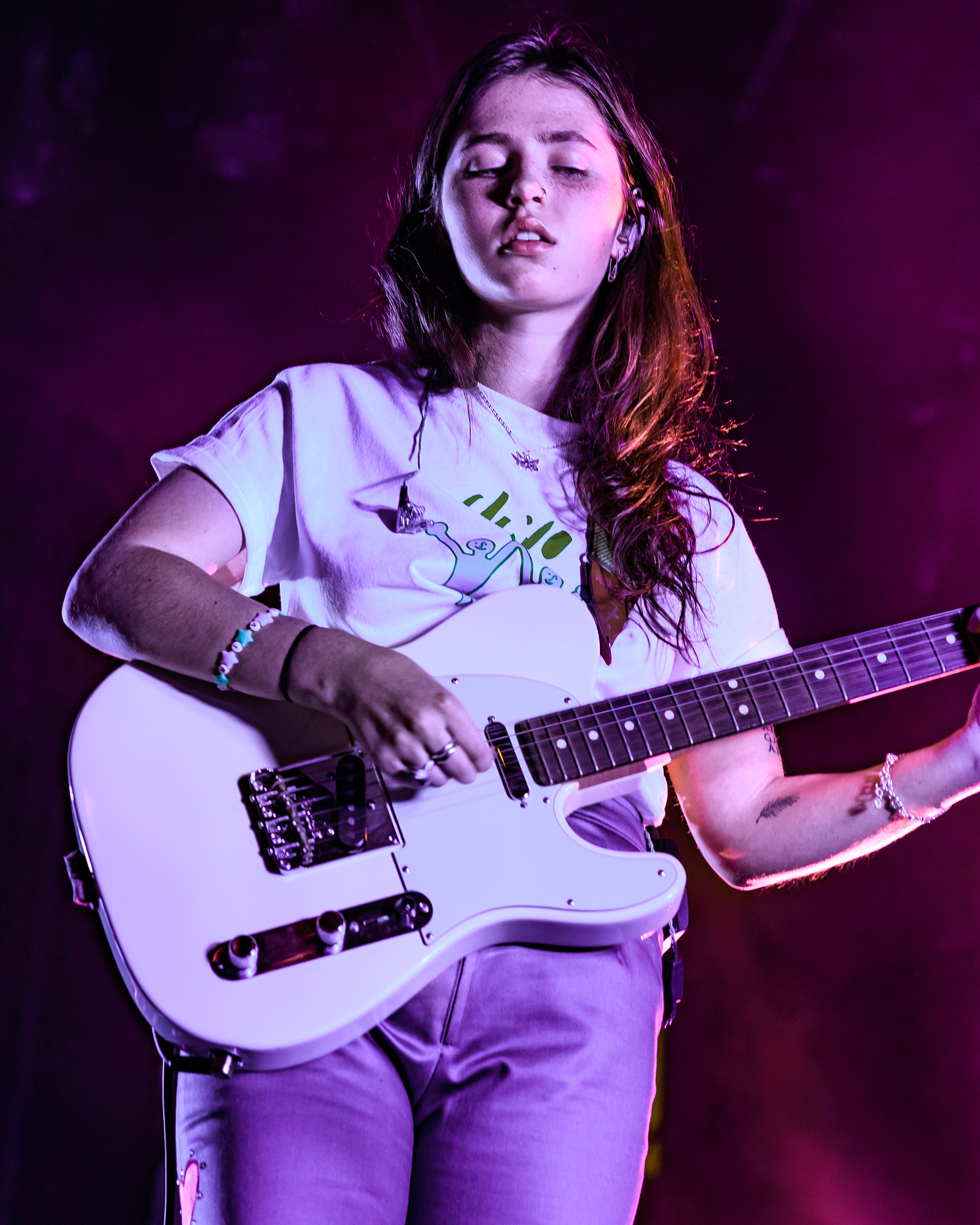
Clairo im El Rey Theatre im April 2019

Am 11. Juni 2021 veröffentlichte Clairo "Blouse", die erste Single ihrer zweiten Platte, Sling, die am selben Tag angekündigt wurde. Das Album wurde am 16. Juli 2021 veröffentlicht. Im Februar 2022 begann ihre Sling-Tour mit den Konzerten in den USA, die unter anderem durch Europa fortgesetzt wird bis einschließlich Oktober 2022 andauert.

## Privatleben
2017 begann Clairo, die Syracuse-Universität zu besuchen.
Bei Clairo wurde im Alter von 17 Jahren juvenile rheumatoide Arthritis diagnostiziert. Sie outete sich im Mai 2018 über Twitter gegenüber ihren Fans als bisexuell. In einem Interview erklärte sie, dass es ihr geholfen habe dabei sich zu outen, Freunde auf dem College zu finden, die bekennend bisexuell sind und sie sei inspiriert worden durch „deren Selbstvertrauen und der dazugehörigen Bereitschaft, möglicherweise bloßgestellt zu werden“.

## Diskografie

### Studioalben
| Jahr | Titel    | Höchstplatzierung, Gesamtwochen, AuszeichnungChartplatzierungen (Jahr, Titel, Platzierungen, Wochen, Auszeichnungen, Anmerkungen) | Höchstplatzierung, Gesamtwochen, AuszeichnungChartplatzierungen (Jahr, Titel, Platzierungen, Wochen, Auszeichnungen, Anmerkungen) | Höchstplatzierung, Gesamtwochen, AuszeichnungChartplatzierungen (Jahr, Titel, Platzierungen, Wochen, Auszeichnungen, Anmerkungen) | Anmerkungen                          |
| Jahr | Titel    | CH | UK | US | Anmerkungen                          |
| ---- | -------- | --- | --- | --- | ------------------------------------ |
| 2019 | Immunity | — | — | US— GoldUS | Erstveröffentlichung: 2. August 2019 |
| 2021 | Sling    | — | UK73 (1 Wo.)UK | US17 (2 Wo.)US | Erstveröffentlichung: 16. Juli 2021  |
| 2024 | Charm    | CH81 (1 Wo.)CH | UK13 (5 Wo.)UK | US8 (14 Wo.)US | Erstveröffentlichung: 12. Juli 2024  |

### EPs
- 2018: Diary 001 (UK: Silber, US: Gold)
- 2023: Live at Electric Lady

### Singles (Auswahl)
| Jahr | Titel Album                        | Höchstplatzierung, Gesamtwochen, AuszeichnungChartplatzierungen (Jahr, Titel, Album, Platzierungen, Wochen, Auszeichnungen, Anmerkungen) | Höchstplatzierung, Gesamtwochen, AuszeichnungChartplatzierungen (Jahr, Titel, Album, Platzierungen, Wochen, Auszeichnungen, Anmerkungen) | Anmerkungen                                                 |
| Jahr | Titel Album                        | UK | US | Anmerkungen                                                 |
| ---- | ---------------------------------- | --- | --- | ----------------------------------------------------------- |
| 2019 | Are You Bored Yet? Nothing Happens | UK65 Platin · (13 Wo.)UK | US— ×3DreifachplatinUS | Erstveröffentlichung: 18. Februar 2019 Wallows feat. Clairo |
| 2019 | Sofia Immunity                     | UK75 Gold · (6 Wo.)UK | US98 ×2Doppelplatin · (1 Wo.)US | Erstveröffentlichung: 26. Juli 2019                         |

Weitere Singles
- 2018: 4ever (UK: Silber, US: Platin)
- 2018: Hello? (feat. Rejjie Snow, US: Platin)
- 2019: Bubble Gum (UK: Silber, US: ×2Doppelplatin )
- 2019: Bags (UK: Gold, US: Platin)
- 2020: Pretty Girl (UK: Silber, US: ×2Doppelplatin )
- 2020: Flaming Hot Cheetos (UK: Silber, US: ×2Doppelplatin )
- 2024: Sexy to Someone (US: Gold)

## Auszeichnungen für Musikverkäufe
| Goldene Schallplatte - Australien - 2021: für die Single Sofia - 2025: für das Lied Juna - Brasilien - 2024: für die Single 4ever - 2024: für die Single Bags - 2024: für die Single Pretty Girl - 2024: für die Single Flaming Hot Cheetos - Kanada - 2020: für die Single Pretty Girl - 2024: für das Album Immunity - Neuseeland - 2023: für das Album Immunity - Österreich - 2023: für die Single Are You Bored Yet? - Polen - 2021: für die Single Are You Bored Yet? - 2023: für die Single Sofia - Portugal - 2022: für die Single Are You Bored Yet? - 2022: für die Single Sofia - Schweiz - 2025: für die Single Are You Bored Yet? - Vereinigte Staaten - 2023: für das Lied Softly - 2023: für das Lied Amoeba - 2024: für das Lied Juna - 2025: für das Lied How - Demo | Platin-Schallplatte - Australien - 2023: für die Single Are You Bored Yet? - Brasilien - 2024: für die Single Hello? - Kanada - 2024: für die Single Bags 2× Platin-Schallplatte - Brasilien - 2024: für die Single Sofia - Kanada - 2024: für die Single Bubble Gum - 2024: für die Single Sofia 3× Platin-Schallplatte - Kanada - 2023: für die Single Are You Bored Yet? |

Anmerkung: Auszeichnungen in Ländern aus den Charttabellen bzw. Chartboxen sind in ebendiesen zu finden.
| Land/RegionAuszeichnungen für Musikverkäufe (Land/Region, Auszeichnungen, Verkäufe, Quellen) | Silber     | Gold       | Platin       | Verkäufe   | Quellen             |
| -------------------------------------------------------------------------------------------- | ---------- | ---------- | ------------ | ---------- | ------------------- |
| Australien (ARIA)                                                                            | —          | 2× Gold2   | Platin1      | 140.000    | aria.com.au         |
| Brasilien (PMB)                                                                              | —          | 4× Gold4   | 3× Platin3   | 200.000    | pro-musicabr.org.br |
| Kanada (MC)                                                                                  | —          | 2× Gold2   | 8× Platin8   | 720.000    | musiccanada.com     |
| Neuseeland (RMNZ)                                                                            | —          | Gold1      | —            | 7.500      | radioscope.co.nz    |
| Österreich (IFPI)                                                                            | —          | Gold1      | —            | 15.000     | ifpi.at             |
| Polen (ZPAV)                                                                                 | —          | 2× Gold2   | —            | 35.000     | olis.pl             |
| Portugal (AFP)                                                                               | —          | 2× Gold2   | —            | 10.000     | Einzelnachweise     |
| Schweiz (IFPI)                                                                               | —          | Gold1      | —            | 10.000     | hitparade.ch        |
| Vereinigte Staaten (RIAA)                                                                    | —          | 7× Gold7   | 14× Platin14 | 17.500.000 | riaa.com            |
| Vereinigtes Königreich (BPI)                                                                 | 5× Silber5 | 2× Gold2   | Platin1      | 2.260.000  | bpi.co.uk           |
| Insgesamt                                                                                    | 5× Silber5 | 24× Gold24 | 27× Platin27 |            |                     |